# Rusii
Rusii, Varegii Rus’, rușii kieveni sau rutenii kieveni au fost scandinavi, iar mai târziu slavi, care au trăit pe teritoriul Ucrainei Centrale și au dominat statul Rutenia Kieveană. Rădăcina rus’ a supraviețuit în numele națiunilor moderne belaruse, ruse și rutene, precum și în numele finlandez și eston pentru Suedia (Ruotsi, respectiv Rootsi).
Originea lingvistică a numelui Rusii este controversată. Deși  majoritatea istoricilor consideră valabilă „teoria normandă, unii savanți (în special școala sovietică de istoriografie) au emis teorii ale unor origini alternative. Astfel, ei consideră că este vorba mai degrabă de denumirea unei ocupații specifice (negustor/pirat/mercenar) anumitor popoare scandinave (vikingi, normanzi, varegi) la început, iar mai apoi ale slavilor. 
Până la urmă, miza acestei controverse este culturală și de moștenire istorică. Problema este dacă civilizația slavilor de răsărit are la origine elemente scandinave ale războinicilor nordici din secolele al IX-lea și al XI-lea, așa cum susține teoria normandă, sau dacă această civilizație se bazează pe fundații locale. Recent, acest lucru a devenit mai puțin relevant și atenția se concentrează asupra faptului că ascensiunea Rusii și ascensiunea Kievului sunt rezultatul relațiilor complexe dintre varangi și slavi, un trib Polyane din centrul Ucrainei. Acum se pune întrebarea, cât de repede au fost asimilați vikingii în cultura Polyana. 

## Teoria normandă

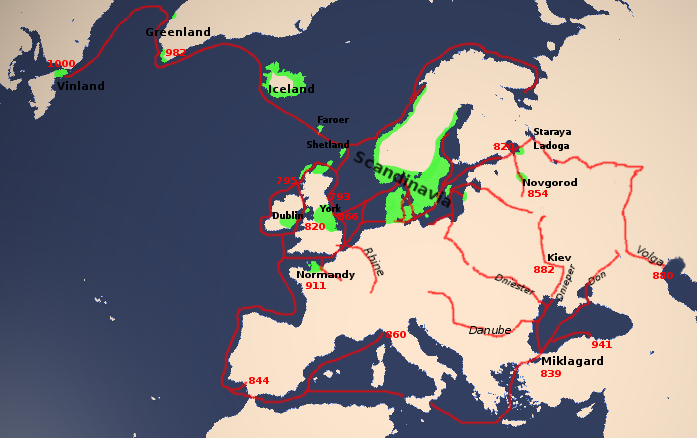
Lumea normandă (varegă).

Teoria normandă afirmă că Rusia Kieveană ar fost fondată și și-a primit numele după numele stăpânilor războinici scandinavi, tot așa cum ei au dat numele Normandiei. În conformitate cu însemnările compilației Povestea timpurilor care au fost, o cronică care se presupune că a fost scrisă în secolul al XII-lea, rusii erau un grup de varegi care trăiau pe țărmul Mării Baltice, în Scandinavia. Dacă mai întâi ei au fost alungați, mai apoi ar fi fost invitați să guverneze peste triburile învrăjbite slave și finice⁠(d) din zona Novgorodului:
Varegii de peste mare primeau tribut de la ciudi⁠(d), slavi, meriani⁠(d), vesiani⁠(d), krivicii⁠(d)....
[Ei] i-au împins pe varegi înapoi dincolo de mare, au refuzat să le mai plătească tribut și au hotărât să autoguverneze. Dar legea nu mai exista pentru ei și triburile se ridicau unul împotriva celuluilalt. Au apărut neînțelegeri între ei și au început să se războiască între ei. Ei și-au spus: "Hai să căutăm un prinț care să poată să ne conducă și să ne judece conform obiceiurilor noastre". De aceea ei au mers peste mări până la varegi, la rusi. Acei varegi anume se numeau rus, așa cum alții se numeau suedezi, iar alții se numeau normanzi și angli, iar alții goți... Ciudii, slavii, krivicii și vesianii le-au spus rusilor: „Țara noastră este vastă și bogată, dar nu este ordine în ea. Veniți să domniți și să conduceți!” Trei frați cu rudele lor s-au oferit voluntari. Ei au luat cu ei toți rusii și au venit.

Mai târziu, cronica afirmă că varegii au cucerit Kievul și au fondat Rusia Kieveană. Teritoriul pe care l-au ocupat a primit numele lor, așa cum rudele lor, normanzii au dat numele Normandiei. (Vezi și: Etimologia cuvântului rus și a derivatelor sale).
Teoria normandă se bazează și pe scrierile lui Ibn Fadlan, care folosește numele rusiyyah pentru un grup de popoare care sunt considerați a fi vikingii de lângă Astrahan, ca și pe însemnările călătorului persan Ibn Rustah care se spune că ar fi vizitat Novgorodul și descrie cum rusii îi exploatau pe slavi. 
Cât despre rusi, ei trăiau pe o insulă... îți lua trei zile să o înconjori și era acoperită de arboret și păduri; este tare nesănătoasă.... Ei îi hărțuiau pe slavi, folosind corăbii pentru a ajunge la ei; îi înrobeau și... îi vindeau ca sclavi. Ei nu aveau pământuri cultivate, ci trăiau doar din ce luau de pe pământurile slavilor... când se naște un fiu, tatăl se îndreaptă către nou născut cu o sabie în mână; aruncând-o jos, îi spune: "Nu-ți voi lăsa nici o proprietate. Ai numai ce îți poți procura cu această armă." (Ibn Rustah, conform National Geographic, martie 1985)
Când varegii au ajuns la Constantinopole, bizantinii i-au numit ros (în limba greacă Ρως) și i-au considerat diferiți de slavi. În De Administrando Imperio sunt date numele cataractelor Niprului atât în limba rosilor cât și a slavilor. Denumirile rose erau:
- Essoupi (în limba nordică veche vesuppi, "nu dormi")
- Oulvorsi (în limba nordică veche holmfors, "pragul cu insulă")
- Gelandri (în limba nordică veche gjallandi, "răcnește/răsună cu putere")
- Aeifor (în limba nordică veche eiforr, "mereu sălbatic")
- Varouforos (în limba nordică veche varufors, "pragul cu stânci" ori barufors, "pragul cu valuri")
- Leanti (în limba nordică veche leandi, "care fierbe", or hlaejandi, "care râde")
- Stroukoun (în limba nordică veche strukum, "curent rapid").

În Analele Sfântului Bertan este relatat că la curtea împăratului Louis al II-lea din Ingelheim a sosit în vizită în 839 (același an în care varegii au apărut pentru prima oară în Constantinopole) o delegație din Imperiul Bizantin. În această delegație erau doi oameni care își spuneau rhos (Rhos vocari dicebant). Louis i-a întrebat despre originea lor și i s-a răspuns că sunt suedezi. Temându-se că sunt spioni ale rudelor lor nordice, danezii, împăratul i-a încarcerat imediat pe cei doi. 
Această teorie afirmă că numele rusi este derivat dintr-un cuvânt din limba nordică veche, rods-, care ar fi însemnat "vâslași". Și cum vâslitul era principala metodă de propulsare a bărcilor care navigau pe râurile rusești, cum exista o provicie suedeză Roslagen (legea-rus) sau Roden, regiune din care erau originari cei mai mulți varegi, teoria pare foarte credibilă, iar numele rusi ar avea astfel aceiași origine cu denumirea suedezilor în limbile finlandeză și estonă, anume ruotsi și rootsi.
În surse contemporane scandinave, Europa Răsăriteană era numită uneori Suedia Mare sau Suedia cea Rece, în afara numelui mult mai popular Gardarike (ținutul orașelor). Un mod similar de a numi o arie de colonizare a fost folosită pentru sudul Italiei, numită Magna Graeca (Grecia Mare).
S-a sugerat că vikingii au avut influențe durabile în limba rusă, așa cum arată cuvintele de împrumut яабеда (iabeda) – "petiționar" (din aembaetti – "birou"), скот (skot) – "bovine" (din skattr – "taxă") și "кнут (knut)" – "bici" (din knutr – "lemn noduros"). De asemenea, trei nume vikinge ale unor conducători au devenit foarte populare: Oleg (Helgi), Olga (Helga) și Igor (Ingvar).
Teoria normandă a fost elaborată prima dată de istoricul german Gerard Friedrich Miller (1705-1783), care a fost invitat să lucreze în 1748 în cadrul Academiei Ruse de Științe. La începutul faimosului său discurs din 1749, Miller a declarat că "glorioșii suedezi au cucerit toate pământurile rusești cu armele lor victorioase". Cum restul discursului lui a reprezentat o înșiruire a victoriilor germanilor și suedezilor în luptele împotriva rușilor, Miller a fost silit de strigătele asistenței să-și scurteze dizertația. Criticile nimicitoare ale lui Mihail Lomonosov, Krașeninnikov și a altor academicieni, l-au obligat pe Miller să-și înceteze munca asupra acestui subiect până după moartea lui Lomonosov. Deși textul tipărit al discursului original a fost distrus, Miller l-a retipărit în 1768.
Unii ruși susțin teoria normandă, printre ei numărându-se Nicolai Karamzin (1766-1826) și Mihail Pogodin (1800-75), care, considerând însemnările din "Povestea anilor care au fost" demne de încredere, cred că este adevărat că slavii de răsărit i-au chemat pe varegi să-i conducă și să instaureze ordinea. Teoria avea implicații politice evidente. În scrierile lui Karamzin, teoria normandă forma baza justificării autocrației ruse, iar Pogodin a folosit teoria în cauză pentru a afirma că Rusia este imună la prefacerile sociale și la revoluții, deoarece statul rus își avea originile într-o înțelegere voluntară între cetățenii Novgorodului și conducătorii varegi. 

## Teoriile antinormande
Oamenii de știința din Europa Răsăriteană au criticat teoria normandă. În secolul al XIX-lea, teoria normandă era subiect de dispută între rușii mai liberali și unii istorici polonezi. Mai devreme chiar, Mihail Lomonosov a scris despre problematica acestei teorii. 
Sigismund von Herberstein, Dmitri Ilovaiski, Boris Rîbakov și alții au postulat teorii ale originii nenormande a cuvântului rusi. 
- din numele din slava veche pentru "popor al râului" (triburi de pescari și agricultori care s-au așezat de-a lungul râurilor Nipru, Don, Nistru și Daugava, râuri pe care și navigau cu produsele lor pentru a face comerț). Rădăcina rus se păstrează în cuvinte din limba rusă contemporană "русло (ruslo)" (albie de râu), "русaлка (rusalka)" (zâna apelor), etc.
- din numele a două râuri în Ucraina (lângă Kiev și Pereiaslav), Rosi și Rusna, ale căror nume sunt derivate din cuvântul slav postulat a fi însemnând apă.
- un cuvânt slav рыжй (rîji) (pistruiat având culoarea părului de la blond deschis la castaniu).
- un cuvânt protoslav postulat a fi însemnând urs.
- tribul iranian al roxolanilor (din limba persană, rokhs ‘deschis la culoare’).

Faptul că vikingii foloseau un nume special pentru zonă, și anume Gardarike ("castele" sau "forturi")[nefuncțională]
, este prezentat ca un argument împotriva teoriei normande. Cu excepția Gutasaga, nici o saga nordică nu aduce aminte de teritoriile locuite de slavii răsăriteni. În plus, nordicii nu considerau Kievul ("Kaenugardr"), ci Novgorodul ("Holmgardr") ca fiind capitala tării rusilor. 
Conform afirmațiilor lui F. Donald Logan, "În 839, rusii erau suedezi. În 1043, rusii erau slavi." Scandinavii au fost complet asimilați și, spre deosebire de rudele lor din Anglia și Normandia, nu au lăsat o moștenire culturală importantă în Europa Răsăriteană. 
Această absența aproape completă a urmelor culturale (în afară de câteva nume și probabil de sistemul consiliilor orășenești vechi din Novgorod) este de luat în seamă. Slavologii îi denumesc de aceea pe vikingi "cameleoni culturali", oameni care au venit, au condus și au dispărut fără urme culturale. Acest lucru ar putea însemna că rusii erau un grup restrâns, mai puțini decât un popor sau un grup etnic. 
Aceste concluzii i-au făcut pe slavologi să respingă sau să reinterpreteze "Povestea anilor care au fost", care pretinde că rusii danezi sau suedezi au fost "invitați" să conducă. Aceștia susțin că presupusul autor al "Poveștii... ", Nestor Cronicarul, suporter al taberei pro-scandinave a prințului domnitor Sviatopolk, era în conflict cu tabăra pro-greacă a lui Vladimir Monomahul. Slavologii antinormandiști consideră că inexactitățile dovedite ale cronicii lui Nestor sunt manipulări pro-scandinave și compară povestea invitației adresate lui Rurik cu numneroase alte legende similare din folclorul altor popoare. 
Boris Rîbakov, un istoric sovietic important, consideră că nivelul cultural scăzut al varegilor nu putea justifica o invitație din partea slavilor mai avansați din punct de vedere cultural. 